# Onoba dalli
Onoba dalli är en snäckart som först beskrevs av Bartsch 1927.  Onoba dalli ingår i släktet Onoba och familjen Rissoidae. Inga underarter finns listade i Catalogue of Life.